# Red Silent Tides
Albums de Elvenking
Two Tragedy Poets (...and a Caravan of Weird Figures)
(2008) Era (album d'Elvenking)
(2012)
Red Silent Tides est le sixième album studio du groupe de Folk/Power metal italien Elvenking. L'album est sorti le 17 septembre 2010 sous le label AFM Records. 
La version limitée de l'album contient l'entier premier démo To Oak Woods Bestowed sur un disque supplémentaire. 
La version japonaise de l'album contient quatre autres chansons bonus, soit "Jigsaw Puzzle (2010)", "Another Awful Hobs Tale", "From Blood To Stone" et la reprise de Belinda Carlisle "Heaven Is A Place On Earth". La première chanson est un nouvel enregistrement de la même chanson de Wyrd (album), les trois autres pistes sont tirées du dernier album Two Tragedy Poets (...and a Caravan of Weird Figures).
Des vidéos ont été réalisées pour The Cabal d'abord et plus tard aussi pour Your Heroes Are Dead, mais aucun single officiel n'est sorti.
Il s'agit de la première publication sans l'ancien violoniste Elyghen et avec le nouveau violoniste Lethien.

## Musiciens
- Damnagoras – chant
- Aydan – guitare
- Rafahel - guitare
- Gorlan – basse
- Lethien – violon
- Zender – batterie

## Liste des morceaux
1. Dawnmelting 4:09
2. The Last Hour 4:39
3. Silence de mort 4:27
4. The Cabal 4:20
5. Runereader 5:23
6. Possession 4:07
7. Your Heroes Are Dead 3:54
8. Those Days 4:06
9. This Nightmare Will Never End 4:46
10. What's Left Of Me 4:39
11. The Play Of The Leaves 5:30